# Jüdischer Friedhof (Biesenthal)

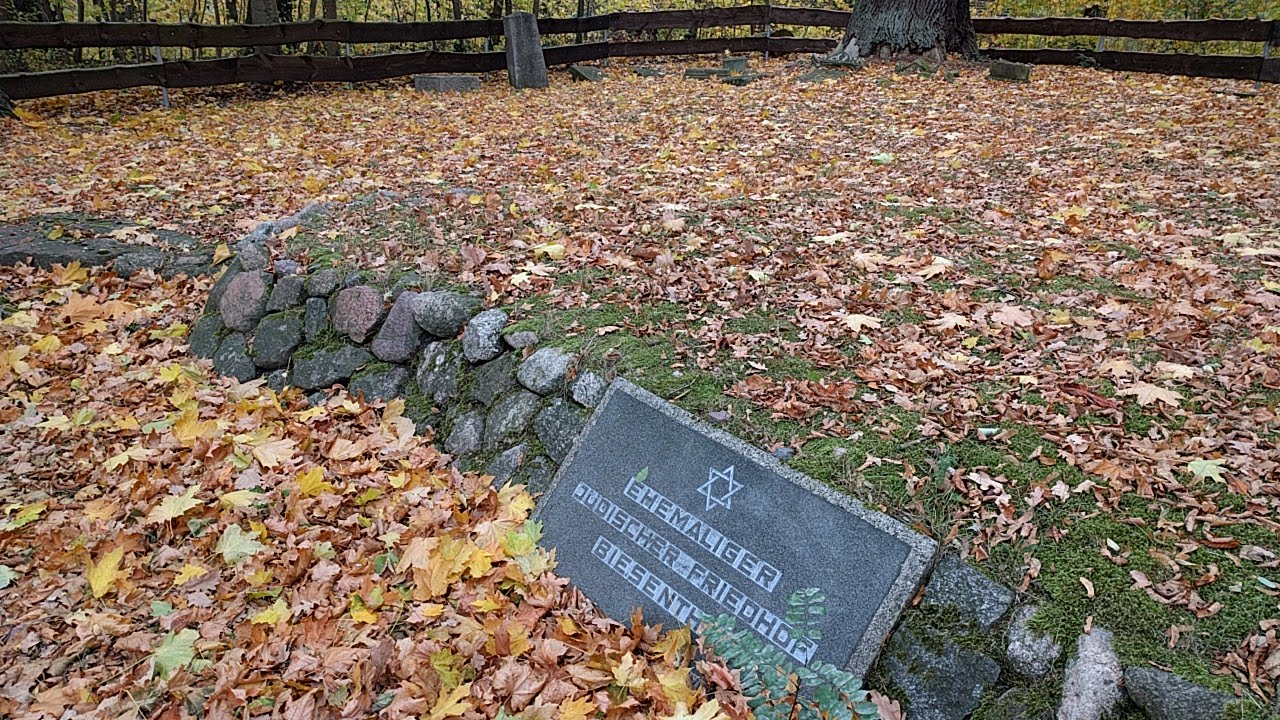
Jüdischer Friedhof Biesenthal

Der Jüdische Friedhof Biesenthal befindet sich in der Stadt Biesenthal im Landkreis Barnim im Nordosten des Landes Brandenburg. Als jüdischer Friedhof ist er ein Baudenkmal und liegt neben dem städtischen Friedhof zwischen Friedhofsweg und Berliner Chaussee.
Hier sind nur wenige Grabsteine erhalten. Sie stammen aus der Zeit zwischen 1866 und 1896 und wurden 1988 in einem Halbkreis aufgestellt. Verschiedene Bruchstücke zerschlagener Steine wurden vor dieses Halbrund gelegt. Außerdem wurde ein Gedenkstein aufgestellt. Die ehemalige Friedhofshalle (Taharagebäude) ist noch erhalten. Sie wird als Wohnhaus genutzt, das durch verschiedene Anbauten erweitert ist.

## Geschichte
Der jüdische Friedhof in Biesenthal ist wohl der älteste jüdische Friedhof in der weiteren Umgebung. Er entstand vermutlich in der Mitte des 17. Jahrhunderts kurze Zeit nach Niederlassung der ersten jüdischen Familien in der Stadt. Der Friedhof wurde lange Zeit auch von den jüdischen Gemeinden Bernau und Eberswalde mitbenutzt. In der NS-Zeit und danach wurde der Friedhof weitgehend zerstört. 1988 wurde das Gelände – soweit möglich – hergerichtet und die wenigen noch vorhandenen Grabsteine wieder aufgestellt.